# Список спутников Доктора (Доктор Кто)

В британском научно-фантастическом сериале «Доктор Кто» спутниками обозначают персонажей, путешествующих с главным героем, Доктором, во времени и пространстве. Обозначение применяется к персонажам создателями сериала, а также используется в сопроводительных материалах BBC и закадровой терминологии. Ниже представлен список спутников Доктора, которые путешествовали с ним в телевизионных сериях и фильмах.

## Список спутников

### СпутникиПервого Доктора
| Спутник        | Актёр          | Сезоны                 | Первое появление           | Последнее появление        | Кол-во историй |
| -------------- | -------------- | ---------------------- | -------------------------- | -------------------------- | -------------- |
| Сьюзен Форман  | Кэрол Энн Форд | 1—2, спецвыпуск (1983) | «Неземное дитя»            | «Пять Докторов»            | 11             |
| Барбара Райт   | Жаклин Хилл    | 1—2                    | «Неземное дитя»            | «Погоня»                   | 16             |
| Иэн Честертон  | Уильям Рассел  | 1—2                    | «Неземное дитя»            | «Погоня»                   | 16             |
| Вики Паллистер | Морин О’Брайен | 2—3                    | «Спасение»                 | «Создатели мифов»          | 9              |
| Стивен Тейлор  | Питер Пёрвес   | 2—3                    | «Погоня»                   | «Дикари»                   | 10             |
| Катарина       | Эдриэнн Хилл   | 3                      | «Создатели мифов»          | «Генеральный план далеков» | 2              |
| Сара Кингдом   | Джин Марш      | 3                      | «Генеральный план далеков» | 1                          |                |
| Додо Чаплет    | Джекки Лейн    | 3                      | «Резня»                    | «Военные машины»           | 6              |
| Полли Райт     | Аннеке Уиллс   | 3—4                    | «Военные машины»           | «Десятая планета»          | 3              |
| Бен Джексон    | Майкл Крейз    | 3—4                    | «Военные машины»           | «Десятая планета»          | 3              |

### СпутникиВторого Доктора
| Спутник                  | Актёр                      | Сезоны                 | Первое появление   | Последнее появление | Кол-во историй      |
| ------------------------ | -------------------------- | ---------------------- | ------------------ | ------------------- | ------------------- |
| Полли Райт               | Аннеке Уиллс               | 4                      | «Сила далеков»     | «Безликие»          | 6                   |
| Бен Джексон              | Майкл Крейз                | 4                      | «Сила далеков»     | «Безликие»          | 6                   |
| Джейми Маккриммон        | Фрейзер Хайнс Хэмиш Уилсон | 4—6, 22                | «Горцы»            | «Два Доктора»       | 21 (20 как спутник) |
| Виктория Уотерфилд       | Дебора Уотлинг             | 4—5                    | «Зло далеков»      | «Ярость из глубины» | 7                   |
| Зои Хериот               | Венди Падбери              | 5—6                    | «Колесо в космосе» | «Военные игры»      | 9 (8 как спутник)   |
| Бригадир Летбридж-Стюарт | Николас Кортни             | 5—6, спецвыпуск (1983) | «Паутина страха»   | «Пять Докторов»     | 3 (1 как спутник)   |

### СпутникиТретьего Доктора
| Спутник         | Актёр            | Сезоны                | Первое появление    | Последнее появление | Кол-во историй    |
| --------------- | ---------------- | --------------------- | ------------------- | ------------------- | ----------------- |
| Лиз Шоу         | Кэролайн Джон    | 7                     | «Острие из космоса» | «Инферно»           | 5 (4 как спутник) |
| Джо Грант       | Кэти Мэннинг     | 8—10                  | «Террор автонов»    | «Зелёная смерть»    | 15                |
| Сара Джейн Смит | Элизабет Слейден | 11, спецвыпуск (1983) | «Воин времени»      | «Пять Докторов»     | 6                 |

#### ЮНИТ
| Спутник                  | Актёр           | Сезоны | Первое появление    | Последнее появление | Кол-во историй |
| ------------------------ | --------------- | ------ | ------------------- | ------------------- | -------------- |
| Бригадир Летбридж-Стюарт | Николас Кортни  | 7—11   | «Острие из космоса» | «Планета пауков»    | 16             |
| Сержант Бентон           | Джон Ливин      | 7—11   | «Послы смерти»      | «Планета пауков»    | 12             |
| Капитан Майк Йейтс       | Ричард Франклин | 8—11   | «Террор автонов»    | «Планета пауков»    | 9              |

### СпутникиЧетвёртого Доктора
| Спутник         | Актёр                                       | Сезоны                   | Первое появление    | Последнее появление   | Кол-во историй    |
| --------------- | ------------------------------------------- | ------------------------ | ------------------- | --------------------- | ----------------- |
| Сара Джейн Смит | Элизабет Слейден                            | 12—14                    | «Робот»             | «Рука страха»         | 13                |
| Гарри Салливан  | Йен Мартер                                  | 12—13                    | «Робот»             | «Вторжение андроидов» | 7 (6 как спутник) |
| Лила            | Луиз Джеймсон                               | 14—15                    | «Лицо зла»          | «Временное вторжение» | 9                 |
| K-9             | Джон Лисон (озвучка)                        | 15                       | «Невидимый враг»    | «Временное вторжение» | 5                 |
| K-9 модель II   | Джон Лисон (озвучка) Дэвид Брирли (озвучка) | 16—18, спецвыпуск (1983) | «Операция Рибос»    | «Пять Докторов»       | 15                |
| Романа I        | Мэри Тамм                                   | 16                       | «Операция Рибос»    | «Фактор Армагеддона»  | 6                 |
| Романа II       | Лалла Уорд                                  | 17—18, спецвыпуск (1983) | «Судьба далеков»    | «Пять Докторов»       | 12                |
| Адрик           | Мэттью Уотерхаус                            | 18                       | «Полный круг»       | «Логополис»           | 5                 |
| Нисса           | Сара Саттон                                 | 18                       | «Хранитель Тракена» | «Логополис»           | 2 (1 как спутник) |
| Теган Джованка  | Джанет Филдинг                              | 18                       | «Логополис»         | 1                     |                   |

### СпутникиПятого Доктора
| Спутник        | Актёр                   | Сезоны | Первое появление | Последнее появление   | Кол-во серий        |
| -------------- | ----------------------- | ------ | ---------------- | --------------------- | ------------------- |
| Адрик          | Мэттью Уотерхаус        | 19     | «Кастровальва»   | «Землетрясение»       | 8 (6 как спутник)   |
| Теган Джованка | Джанет Филдинг          | 19—21  | «Кастровальва»   | «Воскрешение далеков» | 19 (18 как спутник) |
| Нисса          | Сара Саттон             | 19—20  | «Кастровальва»   | «Терминус»            | 12 (11 как спутник) |
| Вислор Турлоу  | Марк Стриксон           | 20—21  | «Мертвец Модрин» | «Планета Огня»        | 11 (10 как спутник) |
| Камелион       | Джеральд Флад (озвучка) | 20—21  | «Демоны короля»  | «Планета Огня»        | 3 (2 как спутник)   |
| Пери Браун     | Никола Брайант          | 21     | «Планета Огня»   | «Пещеры Андрозани»    | 2                   |

### СпутникиШестого Доктора
| Спутник    | Актёр          | Сезоны | Первое появление                                | Последнее появление                              | Кол-во серий |
| ---------- | -------------- | ------ | ----------------------------------------------- | ------------------------------------------------ | ------------ |
| Пери Браун | Никола Брайант | 21—23  | «Дилемма близнецов»                             | «Суд над Повелителем времени: Деформация разума» | 9            |
| Мэл Буш    | Бонни Лэнгфорд | 23     | «Суд над Повелителем времени: Террор вервоидов» | «Суд над Повелителем времени: Совершенный враг»  | 2            |

### СпутникиСедьмого Доктора
| Спутник | Актёр          | Сезоны | Первое появление | Последнее появление | Кол-во серий |
| ------- | -------------- | ------ | ---------------- | ------------------- | ------------ |
| Мэл Буш | Бонни Лэнгфорд | 24     | «Время и Рани»   | «Драконье пламя»    | 4            |
| Эйс     | Софи Олдред    | 24—26  | «Драконье пламя» | «Выживание»         | 9            |

### СпутникиВосьмого Доктора
| Спутник        | Актёр        | Сезоны | Первое появление | Последнее появление | Кол-во серий |
| -------------- | ------------ | ------ | ---------------- | ------------------- | ------------ |
| Грэйс Холлоуэй | Дафна Эшбрук | Фильм  | «Доктор Кто»     | 1                   |              |

### СпутникиДевятого Доктора
| Спутник       | Актёр          | Сезоны | Первое появление | Последнее появление | Кол-во серий |
| ------------- | -------------- | ------ | ---------------- | ------------------- | ------------ |
| Роза Тайлер   | Билли Пайпер   | 1      | «Роза»           | «Пути расходятся»   | 13           |
| Адам Митчелл  | Бруно Лэнгли   | 1      | «Далек»          | «Долгая игра»       | 2            |
| Джек Харкнесс | Джон Барроумэн | 1      | «Пустой ребёнок» | «Пути расходятся»   | 5            |

### СпутникиДесятого Доктора
| Спутник               | Актёр            | Сезоны                                        | Первое появление           | Последнее появление | Кол-во серий        |
| --------------------- | ---------------- | --------------------------------------------- | -------------------------- | ------------------- | ------------------- |
| Роза Тайлер           | Билли Пайпер     | Спецвыпуск (2005), 2, 4                       | «Рождественское вторжение» | «Конец путешествия» | 21 (17 как спутник) |
| Микки Смит            | Ноэль Кларк      | 2, 4                                          | «Рождественское вторжение» | «Конец путешествия» | 10 (5 как спутник)  |
| Донна Ноубл           | Кэтрин Тейт      | Спецвыпуск (2006), 4                          | «Сбежавшая невеста»        | «Конец времени»     | 16 (14 как спутник) |
| Марта Джонс           | Фрима Аджимен    | 3—4                                           | «Смит и Джонс»             | «Конец путешествия» | 19 (18 как спутник) |
| Джек Харкнесс         | Джон Барроумэн   | 3—4                                           | «Утопия»                   | «Конец путешествия» | 6 (5 как спутник)   |
| Астрид Пет            | Кайли Миноуг     | Спецвыпуск (2007)                             | «Путешествие проклятых»    | 1                   |                     |
| Сара Джейн Смит       | Элизабет Слейден | 2, 4                                          | «Встреча в школе»          | «Конец путешествия» | 4 (2 как спутник)   |
| Джексон Лейк          | Дэвид Моррисси   | Спецвыпуски (2008—2010)                       | «Следующий Доктор»         | 1                   |                     |
| Розита Фариси         | Велиль Чабалала  | Спецвыпуски (2008—2010)                       | «Следующий Доктор»         | 1                   |                     |
| Леди Кристина де Суза | Мишель Райан     | Спецвыпуски (2008—2010)                       | «Планета мёртвых»          | 1                   |                     |
| Аделаида Брук         | Линдси Дункан    | Спецвыпуски (2008—2010)                       | «Воды Марса»               | 1                   |                     |
| Уилфред Мотт          | Бернард Криббинс | Спецвыпуск (2007), 4, спецвыпуски (2008—2010) | «Путешествие проклятых»    | «Конец времени»     | 8 (1 как спутник)   |

### СпутникиОдиннадцатого Доктора
| Спутник       | Актёр          | Сезоны                | Первое появление                | Последнее появление            | Кол-во серий        |
| ------------- | -------------- | --------------------- | ------------------------------- | ------------------------------ | ------------------- |
| Эми Понд      | Карен Гиллан   | 5—7                   | «Одиннадцатый час»              | «Ангелы захватывают Манхэттен» | 34 (31 как спутник) |
| Рори Уильямс  | Артур Дарвилл  | 5—7                   | «Одиннадцатый час»              | «Ангелы захватывают Манхэттен» | 27 (24 как спутник) |
| Ривер Сонг    | Алекс Кингстон | 4-7                   | «Тишина в библиотеке»           | «Имя Доктора»                  | 12 (5 как спутник)  |
| Крейг Оуэнс   | Джеймс Корден  | 5—6                   | «Квартирант»                    | «Время на исходе»              | 2 (1 как спутник)   |
| Мэдж Аруэлл   | Клэр Скиннер   | Спецвыпуск (2011)     | «Доктор, вдова и платяной шкаф» | 1                              |                     |
| Клара Освальд | Дженна Коулман | 7, спецвыпуски (2013) | «Изолятор далеков»              | «Время Доктора»                | 12 (11 как спутник) |

### СпутникиДвенадцатого Доктора
| Спутник       | Актёр          | Сезоны                      | Первое появление   | Последнее появление       | Кол-во серий        |
| ------------- | -------------- | --------------------------- | ------------------ | ------------------------- | ------------------- |
| Клара Освальд | Дженна Коулман | 8—9                         | «Глубокий вдох»    | «С дьявольским упорством» | 26 (24 как спутник) |
| Ривер Сонг    | Алекс Кингстон | Спецвыпуск (2015)           | «Мужья Ривер Сонг» | 1                         |                     |
| Нардол        | Мэтт Лукас     | Спецвыпуски (2015—2016), 10 | «Мужья Ривер Сонг» | «Падение Доктора»         | 15 (13 как спутник) |
| Билл Поттс    | Пёрл Маки      | 10, спецвыпуск (2017)       | «Пилот»            | «Дважды во времени»       | 13                  |

### СпутникиТринадцатого Доктора
| Спутник        | Актёр          | Сезоны                  | Первое появление                        | Последнее появление | Кол-во серий        |
| -------------- | -------------- | ----------------------- | --------------------------------------- | ------------------- | ------------------- |
| Ясмин Хан      | Мандип Гилл    | 11 — спецвыпуски (2022) | «Женщина, которая упала на Землю»       | «Сила Доктора»      | 31                  |
| Грэм О'Браен   | Брэдли Уолш    | 11 —спецвыпуск (2021)   | «Женщина, которая упала на Землю»       | «Революция далеков» | 23 (22 как спутник) |
| Райан Синклер  | Тосин Коул     | 11 —спецвыпуск (2021)   | «Женщина, которая упала на Землю»       | «Революция далеков» | 22                  |
| Джек Харкнесс  | Джон Барроумэн | 12, спецвыпуск (2021)   | «Беглец джудунов»                       | «Революция далеков» | 2 (1 как спутник)   |
| Дэн Льюис      | Джон Бишоп     | 13, спецвыпуски (2022)  | Глава первая: «Хэллуинский апокалипсис» | «Сила Доктора»      | 9                   |
| Эйс            | Софи Олдред    | Спецвыпуск (2022)       | «Сила Доктора»                          | 1                   |                     |
| Теган Джованка | Джанет Филдинг | Спецвыпуск (2022)       | «Сила Доктора»                          | 1                   |                     |

### СпутникиЧетырнадцатого Доктора
| Спутник     | Актёр       | Сезоны             | Первое появление | Последнее появление | Кол-во серий |
| ----------- | ----------- | ------------------ | ---------------- | ------------------- | ------------ |
| Донна Ноубл | Кэтрин Тейт | Спецвыпуски (2023) | «Звёздный зверь» | «Смешок»            | 3            |

### СпутникиПятнадцатого Доктора
| Спутник        | Актёр         | Сезоны            | Первое появление       | Последнее появление | Кол-во серий        |
| -------------- | ------------- | ----------------- | ---------------------- | ------------------- | ------------------- |
| Руби Сандей    | Милли Гибсон  | 14, 15            | «Церковь на Руби-роуд» | «Война реальности»  | 13 (12 как спутник) |
| Джой Алмондо   | Никола Коклан | Спецвыпуск (2024) | «Радуйся, мир»         | «Радуйся, мир»      | 1                   |
| Белинда Чандра | Варада Сету   | 15                | «Революция роботов»    | «Война реальности»  | 8                   |

## Комментарии
1. 1 2 3 4  Камео в серии «Пять Докторов»
2. ↑  Камео в серии «Временной полёт»
3. 1 2 3 4 5  Камео в серии «Пещеры Андрозани»
4. 1 2 3 4 5 6  Камео в серии «Конец времени»
5. ↑  Камео в серии «Время Доктора»
6. 1 2  Камео в серии «Дважды во времени»
7. ↑  Камео в серии «Сила Доктора»